# Лунка (Окнеле-Марі, Вилча)
Лунка (рум. Lunca) — село у повіті Вилча в Румунії. Адміністративно підпорядковане місту Окнеле-Марі.
Село розташоване на відстані 161 км на північний захід від Бухареста, 8 км на захід від Римніку-Вилчі, 93 км на північний схід від Крайови, 121 км на південний захід від Брашова.

## Населення
За даними перепису населення 2002 року у селі проживали 610 осіб, з них 609 осіб (99,8%) румунів. Усі жителі села рідною мовою назвали румунську.